# Foișor

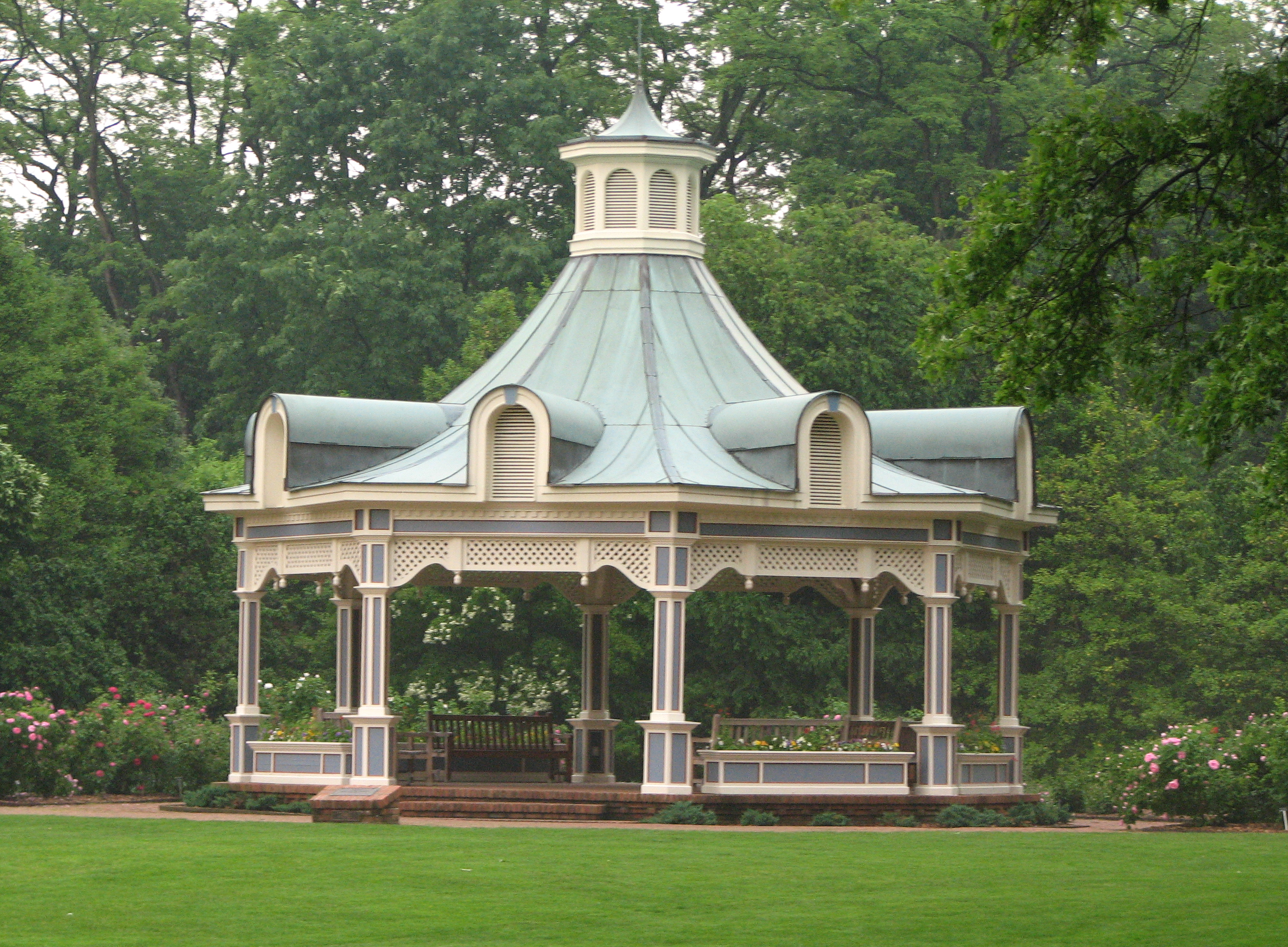
Foișor în stil victorian în Fellows Riverside Gardens, Mill Creek Park, Youngstown, Ohio.

Un foișor (numit uneori și pavilion sau filigorie) este o structură arhitecturală acoperită, dar deschisă spre exterior și, de obicei, construit din lemn structural, din fier forjat sau din zidărie. Este un element ușor de construit, care se găsește în principal în parcuri și grădini, fiind conceput inițial ca un punct de vedere panoramic.
Planul unui foișor este în general poligonal (adeseori octogonal) sau circular. De obicei nu are pereți portanți. Cea mai importantă parte a construcției este acoperișul; în general, acesta se bazează numai pe niște piloni sau grinzi subțiri; acoperișul poate avea și forma unei cupole. Uneori pereții sunt închiși de plăci de sticlă care pot fi de asemenea colorați. De fapt, foișorul este o construcție cu o natură jucaică și decorativă, chiar dacă această particularitate a fost accentuată mai ales cu începutul secolului al XX-lea.

## Galerie

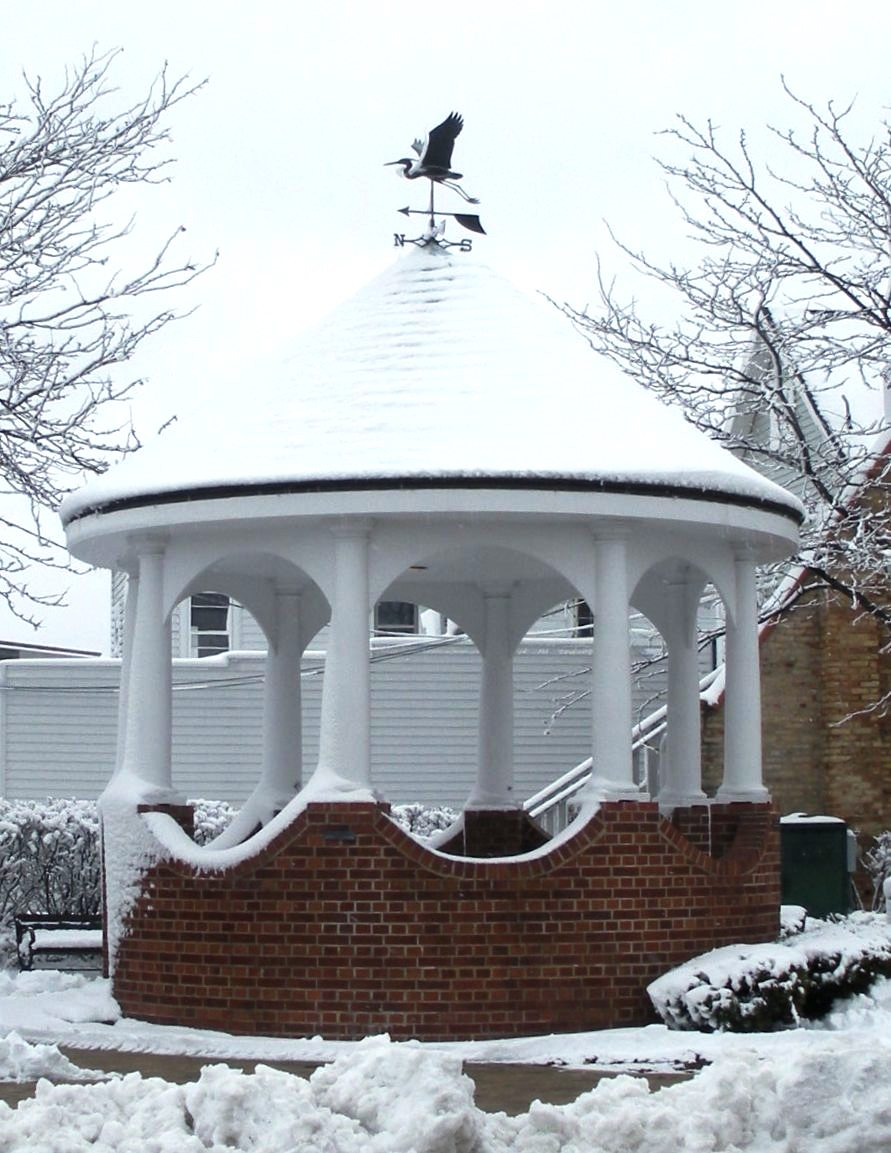
Un foișor în timpul iernii, acoperit de zăpadă.
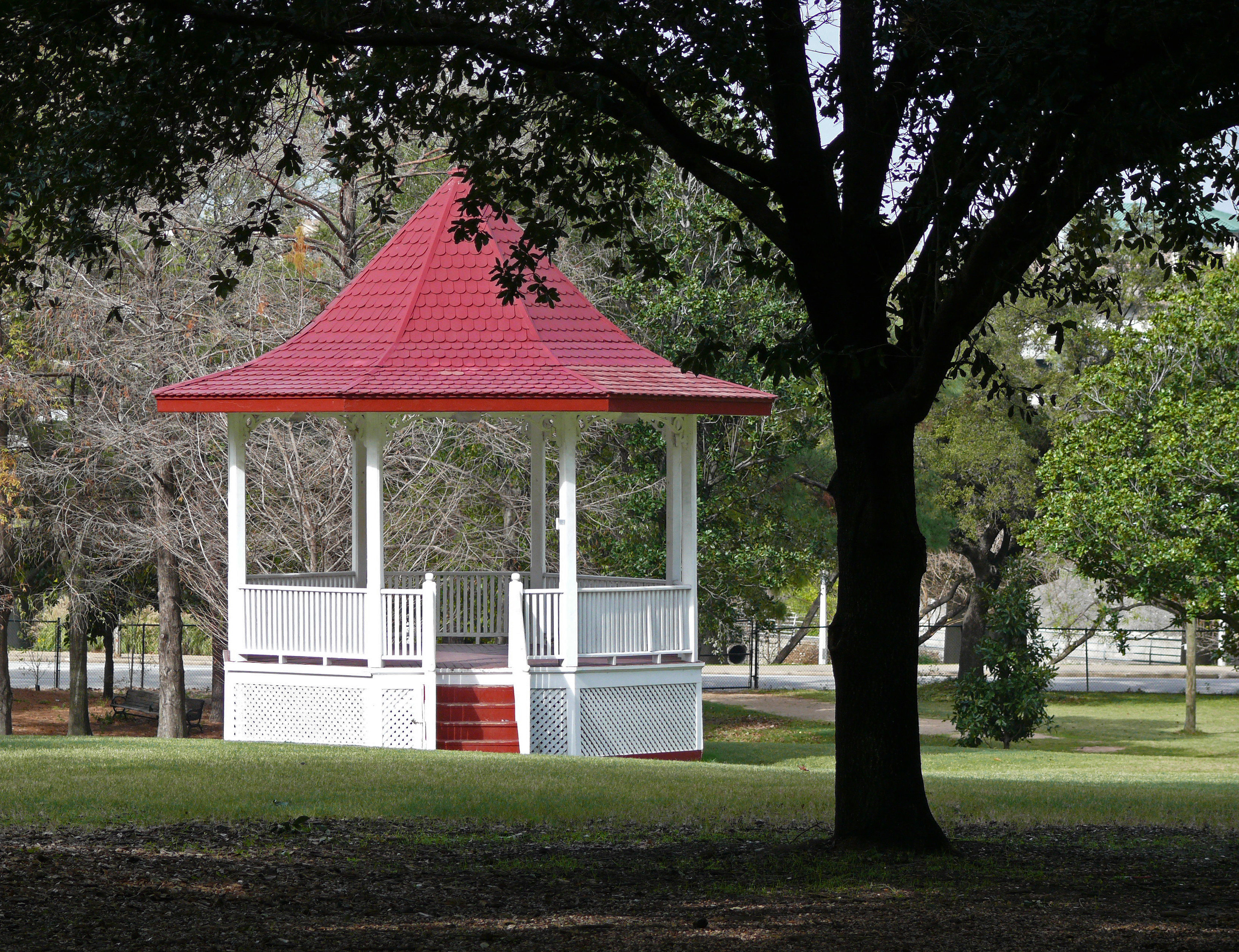
Foișor în Sam Houston Park, Houston, Texas
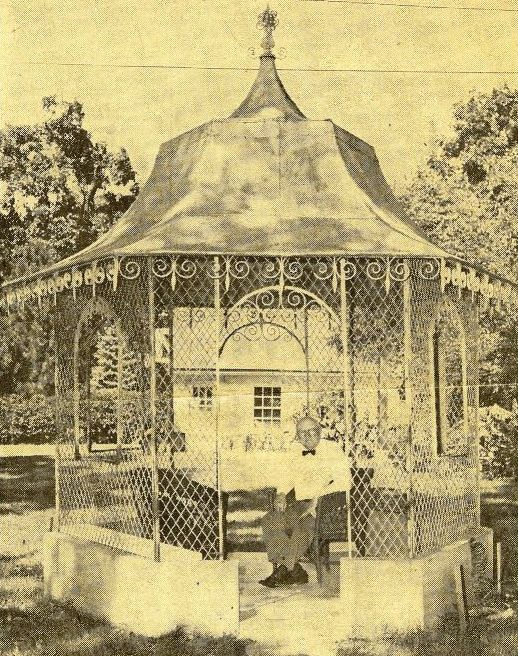
Un foișor în Statele Unite, sfârșitul secolului al XIX-lea.
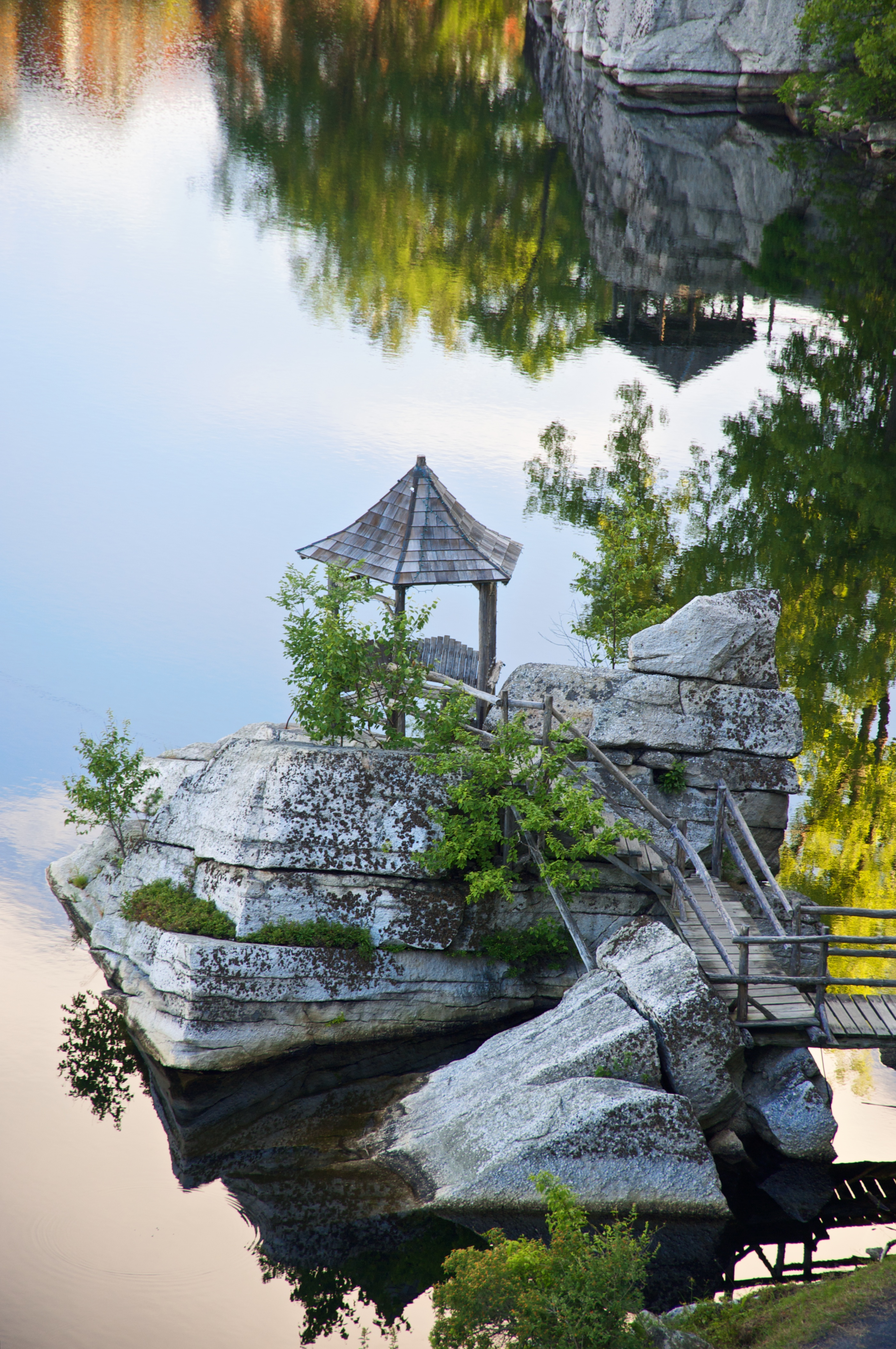
Un foișor poziționat pentru a face umbră pentru pescuit pe malul lacului Mohonk în New York.
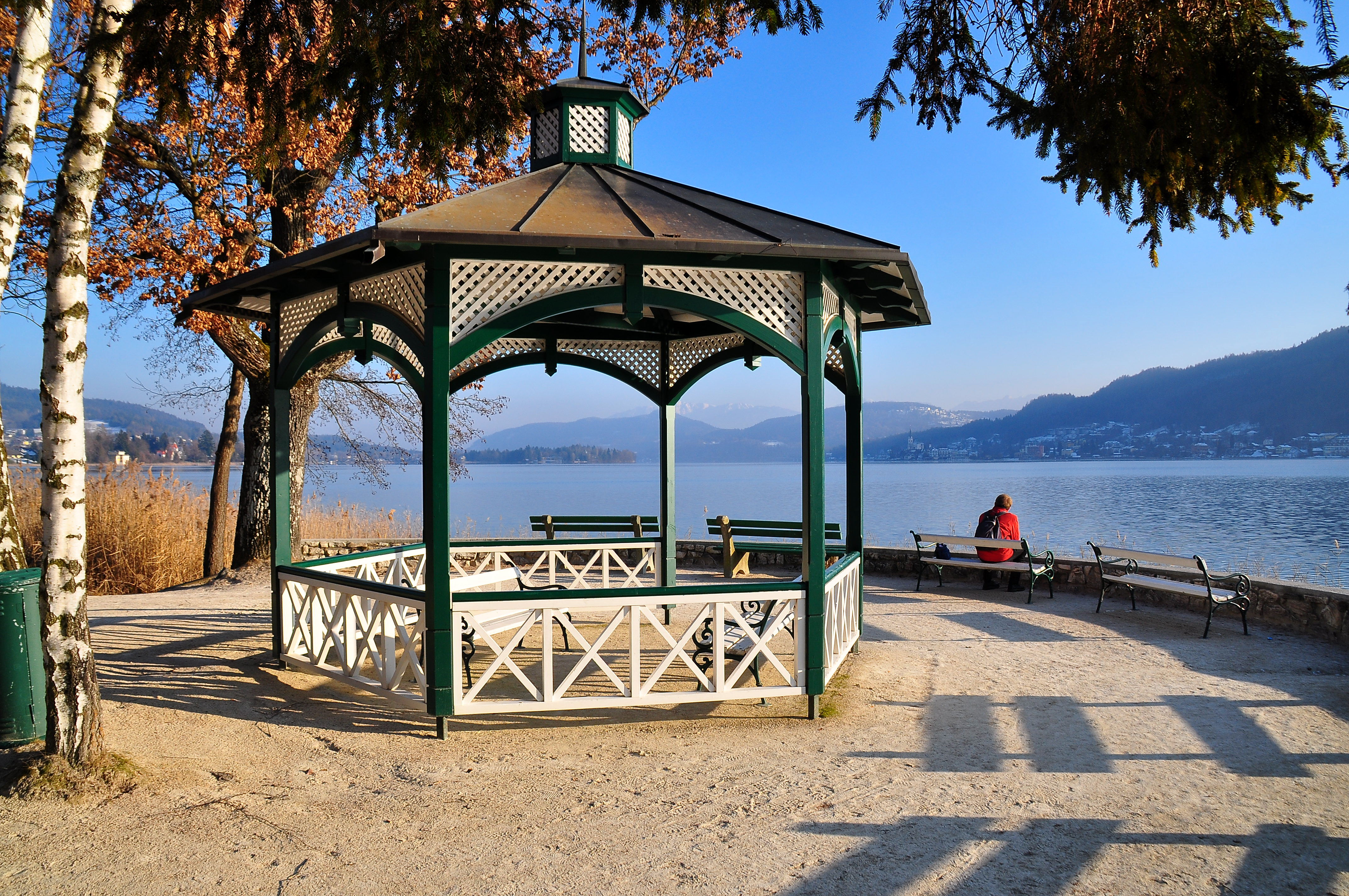
Un foișor în Pörtschach am Wörther See, Austria.
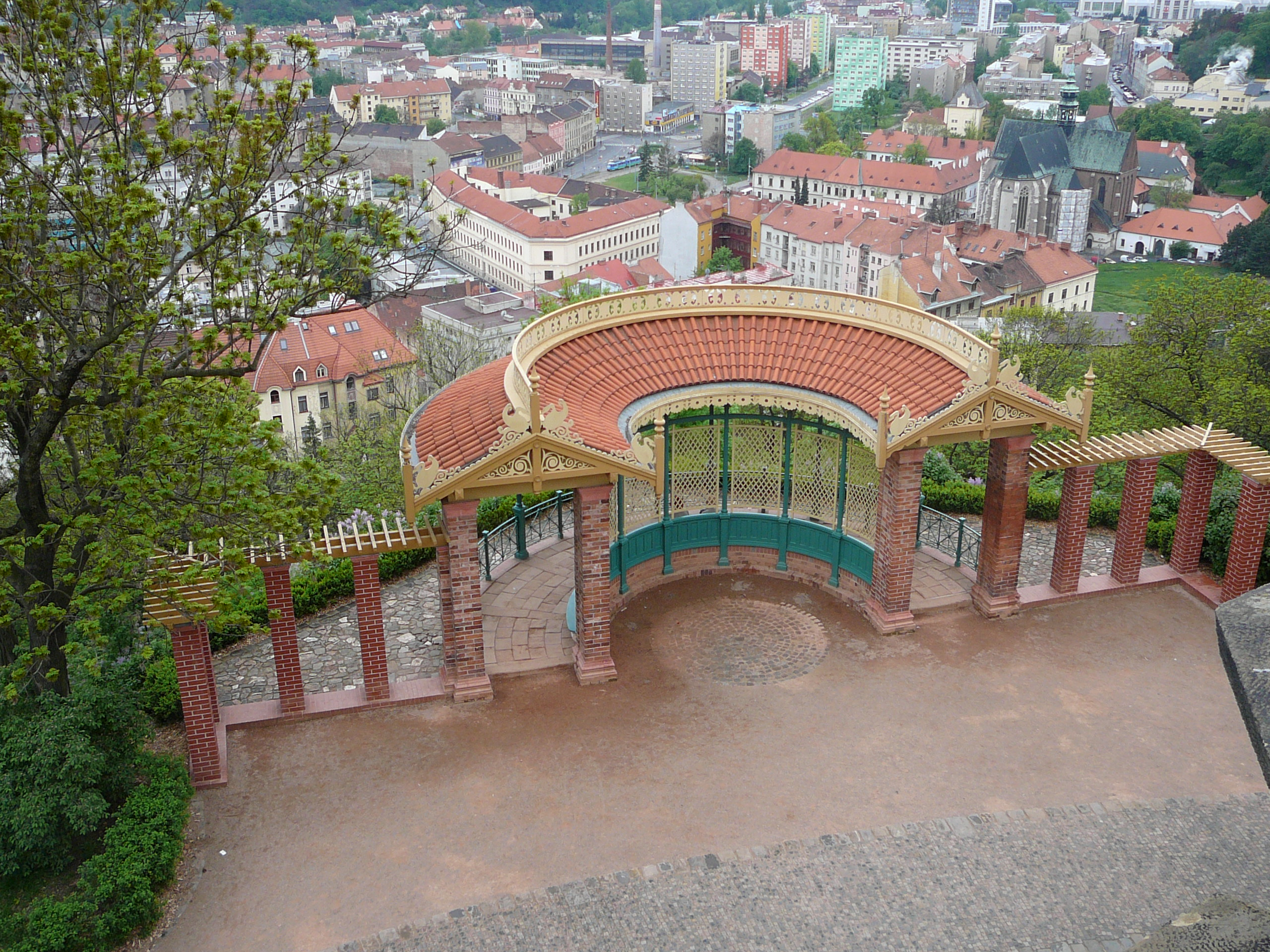
Foișor panoramic lângă Castelul Špilberk, Cehia.

## Legături externe
- „Gazebo”. Encyclopædia Britannica. 11 (ed. 11). 1911. p. 545.